# Isidoro Máiquez
Isidoro Máiquez (Cartagena, 17 de marzo de 1768-Granada, 18 de marzo de 1820) fue un actor español a caballo entre el siglo XVIII y el XIX, considerado uno de los mejores de su época. Hombre ilustrado, se comprometió con la causa liberal y fue retratado por Goya en 1807.

## Biografía
Hijo de cómicos, y a pesar de que su padre se oponía a que continuase la tradición familiar, empezó muy joven en teatros de diversas capitales españolas, como Cartagena, Málaga, Valencia y Granada. Hizo su debut en el Teatro del Príncipe de Madrid en 1791, dentro de la compañía del actor Martínez, en la que actuaban actrices como María del Rosario Fernández, "la Tirana", y Rita Luna (ambas retratadas también por Goya). Se casó con Antonia Prado, también actriz.

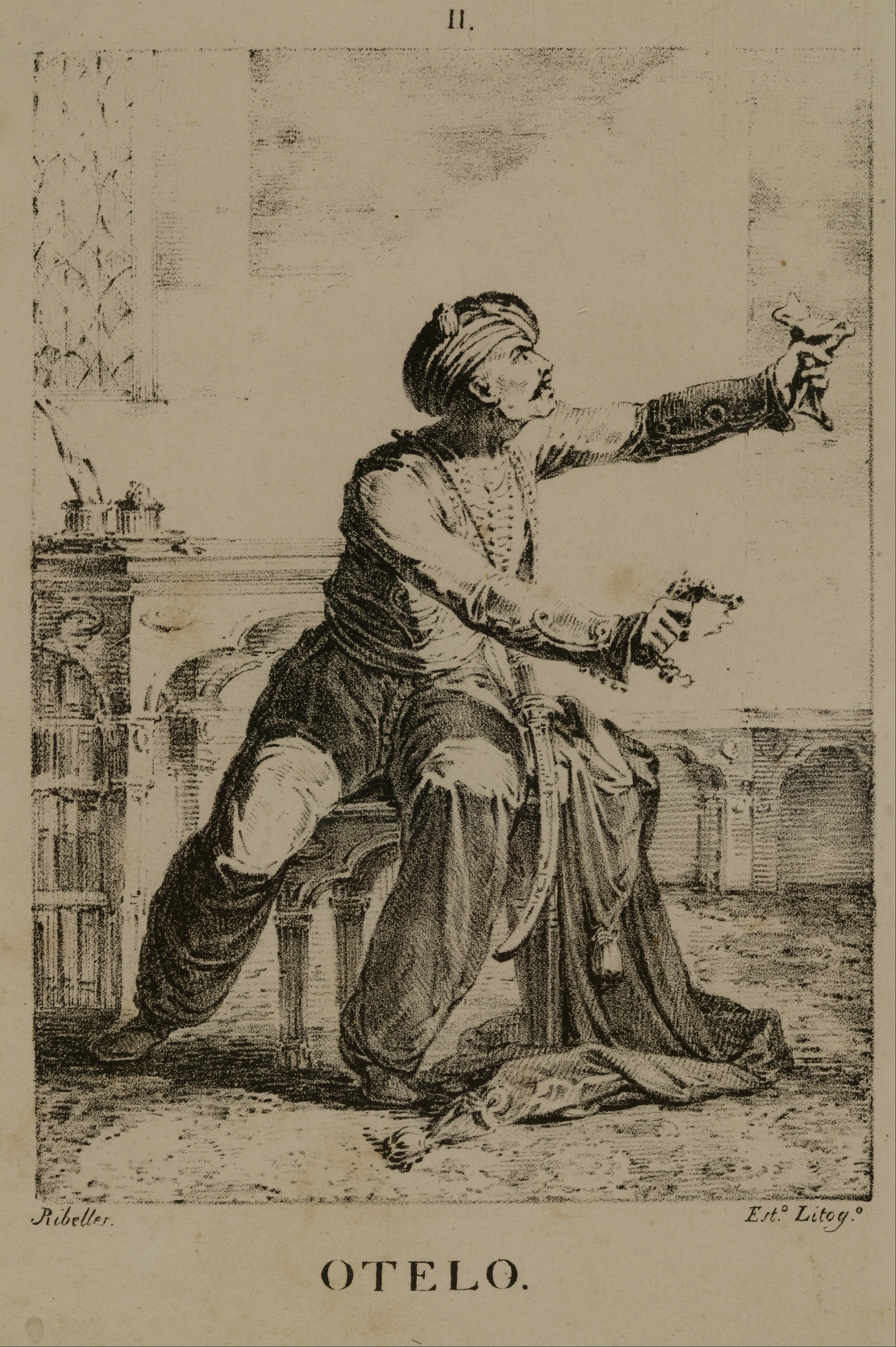
Isidoro Máiquez en el papel de Otelo. Litografía de José Ribelles. Museo del Romanticismo, Madrid.

Rompiendo las normas e ignorando el "amaneramiento, efectismo, falsedad y desidia" que asfixiaban la interpretación en España a fines del siglo XVIII, Máiquez trasladó a los géneros teatrales clásicos la esencia popular de los entremeses de Lope de Rueda, atrevimiento que le valió pasar de ser un perfecto desconocido a primer actor del Teatro del Príncipe. En esa línea, consiguió su primer éxito con El celoso confundido representada en el Teatro de los Caños del Peral el 20 de junio de 1801. 
Admirador de Shakespeare y del actor francés de la Revolución François-Joseph Talma, el gobierno español —por mediación del ministro Manuel Godoy— le concedió una pensión de cuatrocientos reales mensuales para que fuera a París a conocer a Talma y a estudiar su técnica. Regresó en 1802 y consiguió grandes éxitos con Otelo (Shakespeare, 1802), en el Coliseo de los Caños del Peral; Macbeth, un año más tarde; Polinice (Vittorio Alfieri); La vida es sueño de Pedro Calderón de la Barca; Pelayo, de Manuel José Quintana; Bruto, de Alfieri y la Numancia de Miguel de Cervantes.

### ElReglamentode Máiquez
Como dramaturgo, es autor de un Reglamento (1818) en el que se planteaban algunas reformas importantes en la vida teatral madrileña:
1. Creación de una Junta para administrar los fondos, compuesta por los dos autores (empresario y dramaturgo) y dos cómicos de cada teatro;
2. fusión de los intereses de las tradicionales dos 'compañías de verso' con una de 'cantado' y otra de 'baile';
3. conservación del cargo de 'autor' (en el esquema de la época, el equivalente a empresario teatral);
4. elevar la figura del director, de manera que su opinión prevaleciera en la organización del orden de trabajo y los ensayos, pudiendo requerir en caso de conflicto la mediación del corregidor;
5. anunciar en los carteles el nombre de los artistas;
6. supresión de los vendedores ambulantes en los teatros;
7. implantación de las funciones nocturnas;
8. supresión de la figura del gracioso (que anunciaba las funciones sucesivas);
9. la libertad de las compañías quedaba bajo la autoridad del corregidor de la villa.

Máiquez fue asimismo uno de los pioneros en la defensa de la creación de una Escuela Nacional de Declamación. Enrique Funes, en su tratado La declamación española, escribió sobre él:

"Harto consiguió con fundar la dirección de escena, no conocida mientras él no vino [...] Como ingenio de primer orden, se adelanta, realizándose en él y por él la armonía entre la declamación trágica, la de la comedia, la de los géneros intermedios y la de los ínfimos: la recitación y la mímica líganse para engendrar la expresión propia del carácter, de la pasión y de las situaciones, con las indefinidas causas que lo modifican; álzase un trono en el escenario a la verdad y a la belleza. El maestro cuida de que tonos y acción de los actores estén en armonía con la frase, con las ideas y con el diálogo, con los afectos y con las situaciones, con los personajes y con la obra entera, muchas veces con el espíritu del autor y siempre con la naturaleza".

En los aspectos relativos a la escenografía y la utilería, siguiendo a Talma, cuidó el vestuario y el decorado en sus actuaciones. Como maestro sin competencia, protegió la incipiente carrera teatral del después famoso comediógrafo Manuel Eduardo de Gorostiza. Entre sus discípulos se cuentan: Carlos Latorre, Antonio Guzmán, Andrés Prieto, Rafael Pérez y Joaquín Caprara. Fue considerado por los historiadores y críticos Narciso Díaz de Escovar y Francisco de Paula Lasso de la Vega como el reformador del teatro español.

### Talante liberal, destierro y muerte
Al estallar la Guerra de la Independencia, Máiquez, que había participado en el levantamiento del dos de mayo, fue exiliado a Francia como reo de Estado, pero José Bonaparte revocó la orden, le permitió volver a España y le otorgó una pensión de 24 000 reales.
Durante el Sexenio Absolutista (1814-1820) consiguió sobrevivir a la censura del gobierno de Fernando VII, hasta que negándose a representar una comedia del influyente político —aunque mediocre dramaturgo— Javier de Burgos, impuesta por el corregidor José Manuel de Arjona y Cubas, fue desterrado a Ciudad Real y después a Granada, cumpliendo la pena que por desacato le había impuesto en Madrid el corregidor. En esa ciudad murió loco el 18 de marzo de 1820, al poco de triunfar la revolución liberal.

## Retratos literarios

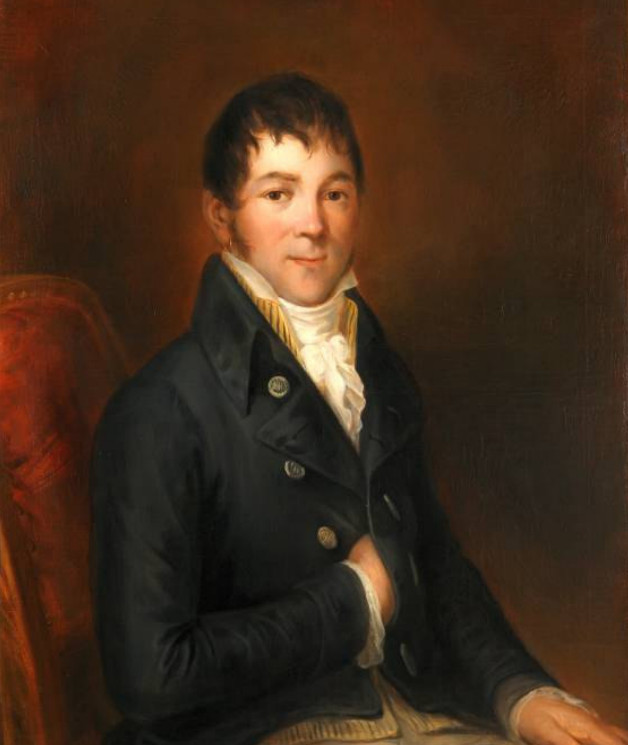
Un joven Isidoro Máiquez, en un óleo atribuido a José Ribelles (ca. 1795). Fundación Lázaro Galdiano, Madrid.

Antonio Alcalá Galiano dejó un minucioso retrato literario de Máiquez que puede resultar complementario a los pictóricos de Goya y Ribelles:

"Su alta estatura, su rostro expresivo, sus ojos llenos de fuego, su voz algo sorda, pero propia para conmover; la suma naturalidad de su tono y en su acción, su vehemencia, su emoción y aun lo intenso a falta de lo fogoso de la pasión en los lances, ya terribles, ya de ternura profunda, constituían un tono digno de ponerse a la par con los primeros de su clase de todas las naciones".
Antonio Alcalá Galiano

El dramaturgo Moratín, por su parte, le dedicó versos como estos:

"...inimitable actor, que mereciste
entre los tuyos la primera palma,
y amigo, alumno y émulo de Talma
la admiración del mundo dividiste".
Leandro Fernández de Moratín

También el novelista y dramaturgo Benito Pérez Galdós se hizo eco en sus Episodios Nacionales de la personalidad de Máiquez, incluyéndolo en varios pasajes de la trama literaria de La Corte de Carlos IV, como este en que describe a la compañía de Isidoro en el Teatro del Príncipe de Madrid:

"El del Príncipe estaba ya reconstruido en 1807 por Villanueva, y la compañía de Máiquez trabajaba en él, alternando con la de ópera, dirigida por el célebre Manuel García; mi ama y la de Prado eran las dos damas principales de la compañía de Máiquez. Los galanes secundarios valían poco, porque el gran Isidoro, en quien el orgullo era igual al talento, no consentía que nadie despuntara en la escena, donde tenía el pedestal de su inmensa gloria y no se tomó el trabajo de instruir a los demás en los secretos de su arte, temiendo que pudieran llegar a aventajarle. Así es que alrededor del célebre histrión todo era mediano. La Prado, mujer de Máiquez, y mi ama alternaban en los papeles de primera dama, desempeñando aquélla el de Clitemnestra, en el Orestes, el de Estrella en Sancho Ortiz de las Roelas y otros. La segunda se distinguía en el de doña Blanca, de García del Castañar, y en el de Edelmira (Desdémona), del Otello".
La Corte de Carlos IV, Benito Pérez Galdós